# Cserkészet

A cserkészliliom és a lóhere

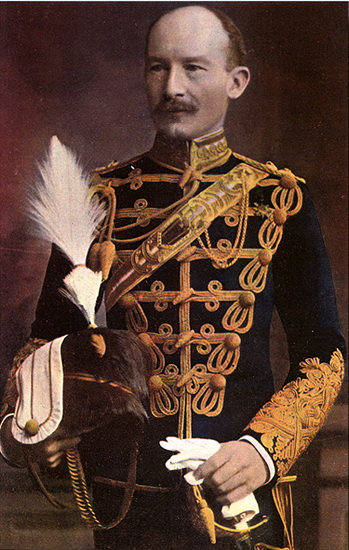
Robert Stephenson Smyth Baden-Powell lovassági tábornok (1857-1941)

A cserkészet vagy cserkészmozgalom (angolul: Scouting, ill. Scout Movement) egy önkéntes, pártpolitikától független, vallásos ifjúságnevelő mozgalom, amely nyitott mindenki számára származástól, nemtől, társadalmi és vagyoni helyzettől, valamint felekezettől függetlenül. Célját, alapelveit és nevelési módszereit alapítója, Lord Robert Stephenson Smyth Baden-Powell of Gilwell határozta meg a 20. század első évtizedében.
A cserkészet alapvető célja, hogy támogassa a fiatalokat testi, lelki, társadalmi és szellemi képességeik teljes kifejlesztésében mind egyénként, mind felelős állampolgárként és helyi, nemzeti és nemzetközi közösségeik tagjaiként. A „kötelesség Isten iránt” a cserkészet egyik alapelve, amelyet azonban a különböző országokban eltérően alkalmaznak. A WOSM alapszabálya az Isten iránti kötelesség alatt a következőt érti: spirituális elvekhez való ragaszkodás, az azokat kifejező valláshoz való hűség, valamint az ebből fakadó kötelességek elfogadása.
A cserkészet kezdetei 1907-ig nyúlnak vissza, amikor lord Baden-Powell, a brit hadsereg tábornoka, megrendezte az első cserkésztábort fiúknak az angliai Brownsea Islanden. A cserkészet alapelveit 1908-ban megjelent Cserkészet fiúknak című könyvében fektette le, amely saját korábbi, katonai kiképzési szakkönyvei mellett, más hasonló kezdeményezésekből is merített. A 20. század első felében a mozgalom világszerte elterjedt, és mind a fiúk, mind a lányok számára három korosztályban (farkaskölyök, cserkész, rover) kínált programot.
A mozgalom a cserkészmódszert alkalmazza: egy informális nevelési metódust, amely nagyban épít a szabadban végzett elfoglaltságokra, többek között a táborozásra, erdei és vízi életre, túrákra és sportra. A cserkészet széles körben ismert jellegzetessége a társadalmi egyenlőtlenségeket elfedni hivatott keki színű egyenruha, zöld nyakkendővel és cserkészkalappal vagy más fejfedővel. Megkülönböztető jelvényei a cserkészliliom és a lóhere, valamint más, az egyenruhán viselhető jelvények.
2007-ben világszerte 38 millió cserkész tevékenykedett, 216 országban és területen; ezzel a cserkészet a világ legnagyobb ifjúsági mozgalma. A két legnagyobb ernyőszervezet Cserkészmozgalom Világszervezete (WOSM) és a Cserkészlány Világszövetség (WAGGGS). Magyarországon legjelentősebb képviselője a Magyar Cserkészszövetség, de a magyar cserkészet világszerte jelen van.
2007 volt a cserkészet centenáriumi éve. Az alapítás évfordulójának megünneplésére a tagszövetségek világszerte rendezvényeket szerveztek.

## Története

### A kezdetek – Baden-Powell

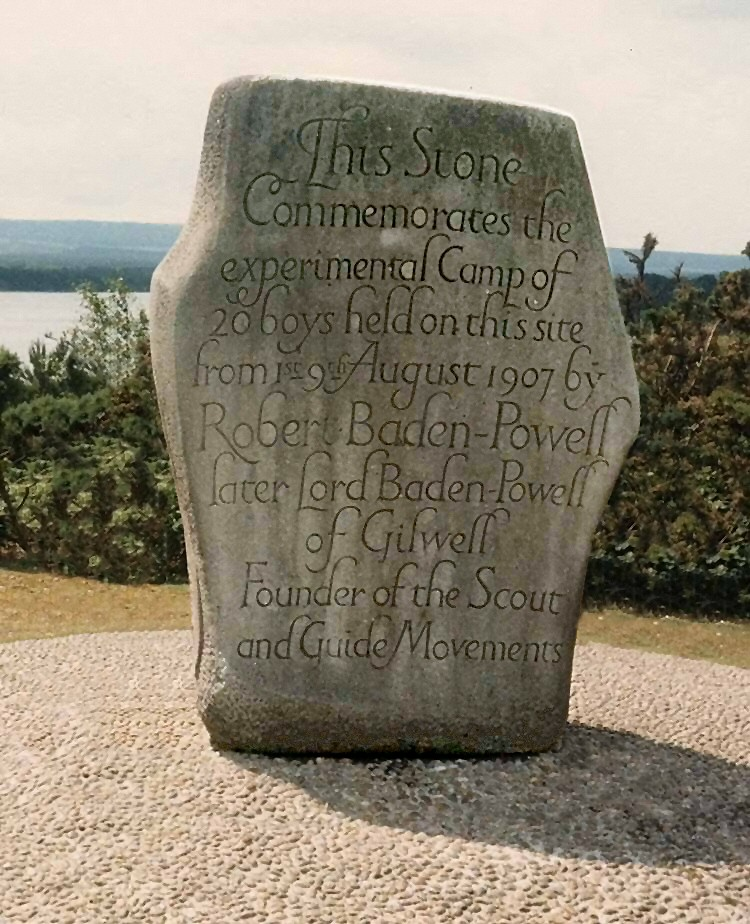
Az első cserkésztábor emlékműve Brownsea szigetén (Anglia)

A cserkészmozgalom alapjait Lord Robert Baden-Powell of Gilwell (ahogy cserkészek hívták: Bi-Pi), a brit gyarmatbirodalom katonatisztje a második búr háborúban rakta le. Bi-Pi Mafikeng erődjét védte az ötszörös búr túlerő ellen.

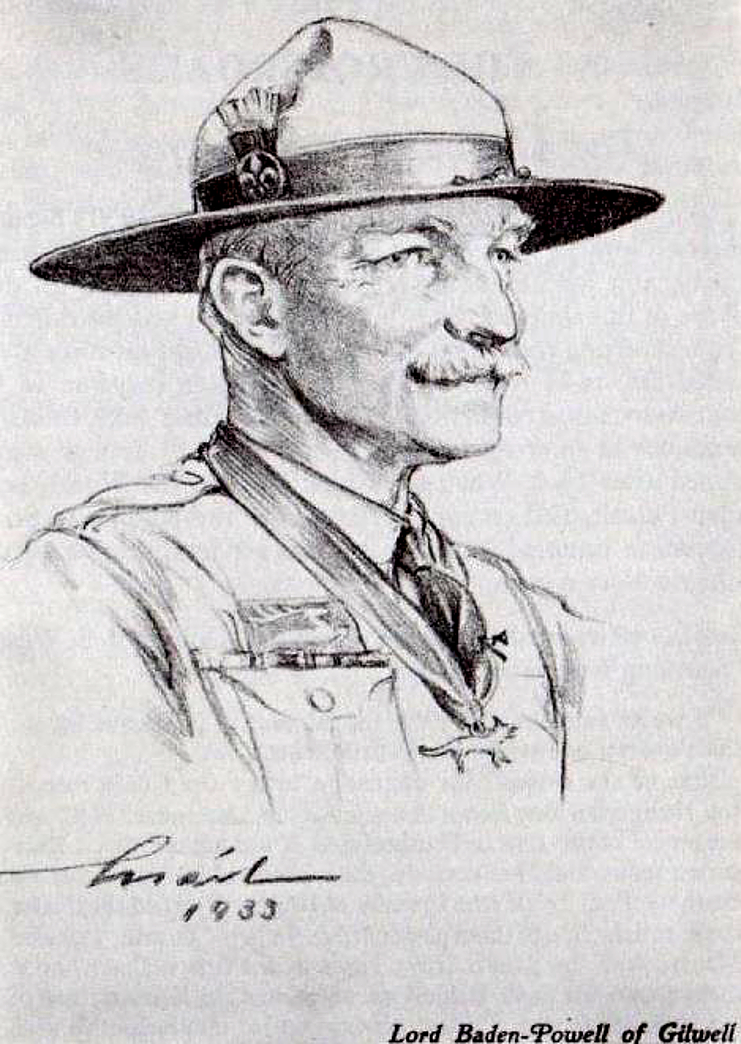
Baden-Powell portré (1933)

A háború (1899–1902) során önkéntes fiatal fiúkból futárszolgálatot szervezett, így egyrészt nekik is elfoglaltságot adott a hosszú harc alatt, másrészt katonáit más feladatokra tudta átcsoportosítani. A fiatalok megbízhatóan teljesítették feladataikat, ezért egy iránytűt és lándzsahegyet ábrázoló jelvényt ajándékozott nekik (a cserkészliliom szimbóluma az iránytűből ered). A hosszas és elszánt küzdelem, amellyel megvédte az erődöt, nemzeti hőssé tette az Egyesült Királyságban. 1899-ben kiadott katonai kiképzési kézikönyvét (Aids to Scouting) elkapkodták a boltokból, és számos tanár és ifjúsági szervezet használta segédanyagként.
1906 júliusában Ernest Thompson Seton, egy Egyesült Államokban élő kanadai elküldte neki The Birchbark Roll of the Woodcraft Indians című könyvének egy példányát. Októberben találkoztak, és kicserélték gondolataikat a fiatalok képzéséről.
Látva az Aids to Scouting nagy sikerét, Bi-Pi újraírta könyvét fiatalabb olvasók számára. Miután elkészült a piszkozattal, 21 különböző társadalmi hátterű fiút gyűjtött össze, és egy egyhetes nyári tábort szervezett, hogy nevelési programját a gyakorlatban is kipróbálja. Ezt az 1907 augusztusában, az angliai Brownsea Islanden tartott tábort tekintik a cserkészet megalapításának.
1908-ban jelent meg Scouting for Boys (Cserkészet fiúknak) című könyve, amely az Aids to Scouting ifjúsági változata volt. Baden-Powell eredeti elképzelései szerint ötleteit már létező ifjúsági szervezetek, például a Boys' Brigade használhatták volna nevelési programjukban, azonban spontán módon sorra alakulni kezdtek a cserkészcsapatok, amelyek a segítségét kérték. Ő támogatta őket, és így indult el a cserkészmozgalom.

### A mozgalom elterjedése
A cserkészmozgalom a Scouting for Boys megjelenése után gyorsan elterjedt a Brit Birodalomban. Az első elismert Anglián kívüli csapatot Gibraltárban alapították 1908-ban; közvetlenül ez után Máltán is megalakult egy csapat. Az első, jóváhagyott cserkészprogrammal rendelkező domínium Kanada lett, amit Ausztrália, Új-Zéland és Dél-Afrika követett. A brit domíniumokon kívül az első ország, amelynek hivatalosan elismert cserkészprogramja volt, Chile volt. 1910-re a cserkészet megjelent Argentínában, Dániában, Finnországban, Franciaországban, Németországban, Görögországban, Indiában, Brit Malájföldön, Mexikóban, Hollandiában, Norvégiában, Oroszországban, Svédországban és az Egyesült Államokban, de Magyarországon is ekkor alakultak az első csapatok. Az első cserkésztalálkozó, melyet 1909 szeptemberében tartottak a londoni Crystal Palace-nél, 10 000 fiút és – első alkalommal – lányokat is vonzott.

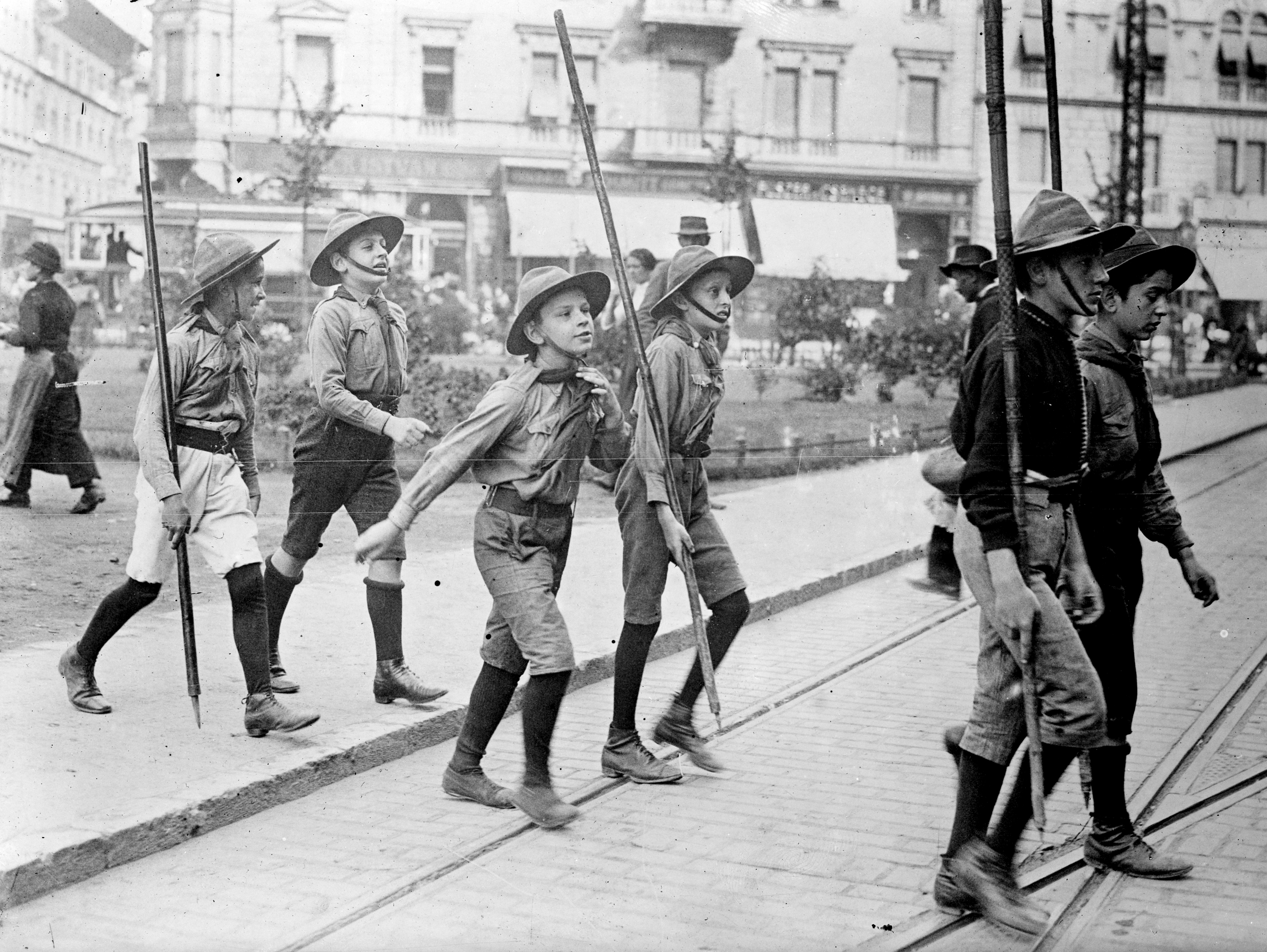
Cserkészcsapat a budapesti utcán, 1920 körül

A program eredetileg a 11-18 éves fiúkra fókuszált, de ahogy a mozgalom nőtt, nyilvánvalóvá vált az igény vezetőképzésre, valamint fiatalabb és idősebb fiúk, illetve lányok számára szóló programra is. Az első, kiscserkészek (farkaskölykök) illetve roverek számára szóló programok az 1910-es évek végén készültek el. A cserkészmozgalomtól szervezetileg függetlenül működtek, amíg az adott ország cserkészszövetsége hivatalosan el nem ismerte őket. Az Egyesült Államokban például már 1911-től foglalkoztak kiscserkészekkel, de a hivatalos elismerésre 1930-ig várni kellett.
Lányok is csatlakozni szerettek volna, szinte már a mozgalom elindulásától kezdve. Baden-Powell és húga, Agnes Baden-Powell 1910-ben létrehozták a lánycserkészetet (angolul: Girl Guides, ill. Girl Scouts), a fiúkéval párhuzamos mozgalomként. Az első cserkésztalálkozón megjelent lányok kérésére az alapításkor Agnes lett a lánycserkészek első vezetője (1909). 1914-ben ő hozta létre a fiatalabb lányok számára a rosebuds (rózsabimbók), majd később brownies (tündérkék) névre hallgató kiscserkész korosztályt. 1920-ban lemondott a vezetésről Olave Baden-Powell, Robert felesége javára, aki 1918-tól Anglia, majd 1930-tól a világ lánycserkészeinek vezetője lett. 1928-ban a magyarországi Parádon alakult meg a Cserkészlány Világszövetség (WAGGGS). Ebben az időszakban a lánycserkészek – a társadalmi elvárásoknak megfelelően – a fiúktól külön szerveződtek; az 1990-es évekre azonban a Cserkészmozgalom Világszervezete (WSOM) tagszövetségeinek kétharmada már a koedukáció elvén működik.
Baden-Powell nem tudott egymaga támogatást nyújtani minden hozzá forduló csapatnak, így az első cserkészvezető-képző táborokra már 1910-ben (Londonban) és 1911-ben (Yorkshire-ben) sor került. Bi-Pi azt akarta, hogy a képzések, amennyire csak lehet, gyakorlatiasak legyenek, bátorítva a felnőtteket a cserkészvezetői feladatok vállalására. Ennek megfelelően dolgozták ki a Wood Badge képzést, hogy elismerjék a felnőtt vezetők képzését. A program kidolgozását az első világháború hátráltatta, így az első Wood Badge képzésre csak 1919-ben kerülhetett sor. Ezt a képzést napjainkban is számos cserkészszövetség alkalmazza. A Brit Cserkészszövetség (The Scout Association) 1919-ben megvásárolta a London melletti Gilwell Parkot, felnőttképzési központ és cserkésztáborhely kialakítása céljából. Baden-Powell Aids to Scoutmastership című könyve a cserkészvezetők számára készült. Emellett számos más segédkönyvet írt a különböző korosztályok (például a kiscserkészek és a lánycserkészek) számára; ezek egyike az először 1922-ben megjelent A boldogulás ösvényein (Rovering to success), amelyet a rovereknek szánt. Napjainkban a vezetőképzések széles skálája működik, beleértve a Wood Badge képzést is.

### Hatások

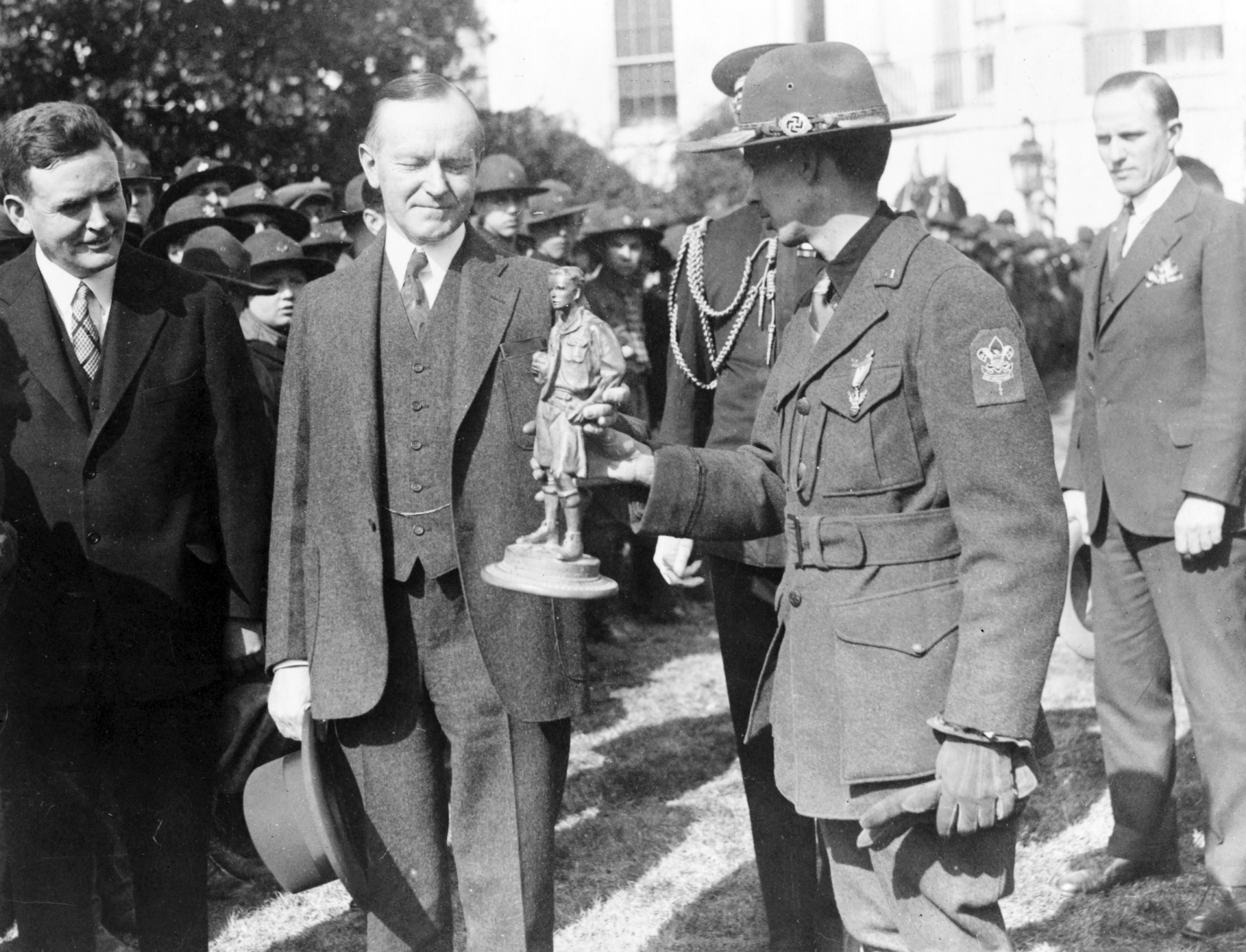
Calvin Coolidge amerikai elnök 1500 cserkészt köszönt, akik a Capitoliumhoz látogattak 1927-ben

A hagyományos cserkészet számos fontos eleme Baden-Powell nevelési és katonai tapasztalataiban gyökerezik. Amikor megalapította a cserkészetet, 50 éves, leszerelt tábornok volt, és forradalmi ötletei különböző társadalmi rétegekből származó fiatalok ezreit ösztönözték arra, hogy legtöbbjük által soha nem tapasztalt tevékenységekbe fogjanak. Az angolszász világ hasonló szervezetei a Boys' Brigade és a baloldali, nem-katonai jellegű Woodcraft Folk, bár sikerük sohasem volt a cserkészetéhez mérhető.
A cserkészet egyes vonásait katonai jellegük miatt sok kritika érte. A katonai jellegű egyenruha, a rangjelzések, a zászlószertartások és a fúvószenekarok a kezdeti években teljesen elfogadottak voltak, mivel a társadalom részét képezték; napjainkra azonban jelentőségük mind a társadalomban, mind a cserkészetben csökkent.
A helyi hatások ugyancsak a cserkészet fontos részét képezik. A helyi szokások befogadásával és módosításával a mozgalom számos különböző kultúrában befogadásra talált. Amerikában például a vadnyugati határvidék képeit használják fel: ez nemcsak a kiscserkészek állatos jelvényeiben mutatkozik meg, hanem abban a feltevésben is, hogy az indiánok természetközeli élete olyan túlélési technikákat fejlesztett ki, amelyeket a képzési programokban is fel lehet használni. Ezzel szemben a brit cserkészet az indiai szubkontinenstől nyert képekkel dolgozik, mivel a mozgalom kezdeti éveiben ez a régió kiemelt jelentőségű volt. Baden-Powell személyes indiai tapasztalatainak köszönhetően tette Rudyard Kipling A dzsungel könyve című könyvét a kiscserkészek életének keretévé; vezetőjüket például – a farkasfalka vezérének neve után – Akelának nevezték. Magyarországon a regöscserkészet említhető meg, amely a népi kultúra megélését tűzte céljául.
A „scouting” elnevezés a katonai felderítők a kor háborúiban játszott fontos és romantikus szerepére utal. Valóban, Baden-Powell eredeti katonai kiképzési könyvét (Aids To Scouting) azért írta, mert hiányosnak ítélte a brit katonai felderítők képzettségét, különösen ami az önállóságot, a kezdeményezőkészséget és a megfigyelőkészséget illeti. Őt is meglepte a könyv népszerűsége a fiatal fiúk körében. Könyvét átírta az ő számukra (Scouting for Boys – Cserkészet fiúknak), és ez alapján kapta nevét a mozgalom is.
A „kötelesség Isten iránt” a cserkészet egyik alapelve, amelyet azonban a különböző országokban eltérően alkalmaznak. A WOSM alapszabálya az Isten iránti kötelesség alatt a következőt érti: spirituális elvekhez való ragaszkodás, az azokat kifejező valláshoz való hűség, valamint az ebből fakadó kötelességek elfogadása. Az Amerikai Cserkészszövetség (Boy Scouts of America, BSA) szigorúbb irányvonalat követ, kizárva az ateistákat. Az Egyesült Királyságban működő The Scout Association a felnőtt vezetőktől megköveteli egy felsőbb erő elismerését, de nem zárja ki az ateistákat a cserkészetben végzett feladatoktól, amíg a helyi megbízott meg van győződve arról, hogy a vezetőjelölt támogatni fogja a cserkészet értékeit és a fiatalok hitbeli fejlődését a mozgalomban. A Scouts Canada az Isten iránti kötelesség fogalmát tágan értelmezi a „spirituális elvekhez való ragaszkodás” kifejezéssel, és nem követ ateistákat kizáró politikát. A Magyar Cserkészszövetség alapszabálya leszögezi, hogy a cserkészet valláserkölcsi alapon működik, valamint a vezetőktől elvárja, hogy gyakorolják vallásukat.

## A mozgalom jellegzetességei
A cserkészet alapvető nevelési módszere a cserkészmódszer, amely egy nem-formális, a szabadban végzett gyakorlati tevékenységeket hangsúlyozó nevelési módszer. Jellemzően a 6-25 éves korosztály számára léteznek cserkész nevelési programok (bár a korhatárok országonként változnak), melyek minden korosztályt az adottságainak megfelelő módon szólítanak meg. A világszerte élő cserkészeket a cserkészmódszer használata köti össze.

### A cserkészmódszer

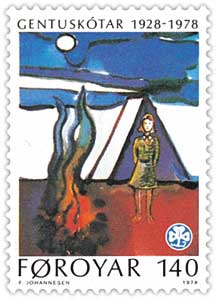
Feröeri lánycserkész emlékbélyeg

A cserkészmódszer az az alapvető módszer, melynek mentén a cserkészszövetségek csapataikat működtetik. A Cserkészmozgalom Világszervezete (WOSM) a cserkészetet a következőképpen határozza meg: „önkéntes, politikamentes ifjúságnevelő szervezet, amely nyitott mindenki számára származási, faji és vallási megkülönböztetés nélkül, az alapító által meghatározott célnak, alapelveknek és módszernek megfelelően”. A cserkészet célja, „hozzájárulni a fiatalok fejlődéséhez fizikai, szellemi, társadalmi és lelki képességeik teljes kifejlesztésében mint egyének, mint felelős állampolgárok és mint helyi, nemzeti és nemzetközi közösségeik tagjai”.
A cserkészet alapelvei egy viselkedési mintát írnak elő minden tag számára, és meghatározzák a mozgalmat. A cserkészmódszer, melynek feladata ezen célok elérése, egy folyamatos rendszer, amely a következő elemekből áll:
- cserkésztörvény és cserkészfogadalom;
- cselekedve tanulás;
- kiscsoportos (őrsi) rendszer;
- folyamatos, változatos és ösztönző programok;
- szimbolikus keret (keretmese);
- személyes fejlődés, önnevelés;
- felnőtt támogatás;
- természeti környezet.[18]

A cserkésztörvény és a fogadalom magukban foglalják a világszerte elterjedt cserkészmozgalom alapértékeit, és összekötik az összes cserkészszövetséget. A cselekedve tanulás (learning by doing), mint a tanulás és önbizalom-építés gyakorlati módszere, tapasztalatokat és gyakorlati tájékozódást nyújt. A kiscsoportok az egységet, a bajtársiasságot és a szoros baráti légkört szolgálják. Ezek a tapasztalatok, valamint a megbízhatóságra és a személyes becsületre helyezett hangsúly fejlesztik a felelősséget, a jellemet, az önállóságot, az önbizalmat és a megbízhatóságot; ezek végül az együttműködési és vezetési készségeket is erősítik. A folyamatos, változatos és ösztönző programok kitágítják a cserkész látókörét, és erősítik a csoport összetartását. A különböző programok, játékok a különféle képességek (például kézügyesség) fejlesztésének élvezetes módját jelentik. Mindezek a szabadban a természettel való kapcsolatot is építik. Jellemző még a cserkészetre a segítőkészségre való törekvés, ami a cserkésztörvények és a cserkészfogadalom szövegében is megnyilvánul; ennek egyik formája a napi jótett.
A cserkészet 1907-es születése óta a cserkészek világszerte fogadalmat tesznek arra, hogy életüket a cserkésztörvények szerint kívánják élni. A fogadalom és a törvények szövege országonként kissé eltérhet, de a legtöbb teljesíti a WOSM kritériumait, melyek a világszövetségi tagsághoz szükségesek.
A cserkészjelszót: Légy résen! (Be Prepared) 1907 óta különböző nyelveken cserkészek milliói használják.

### Tevékenységek

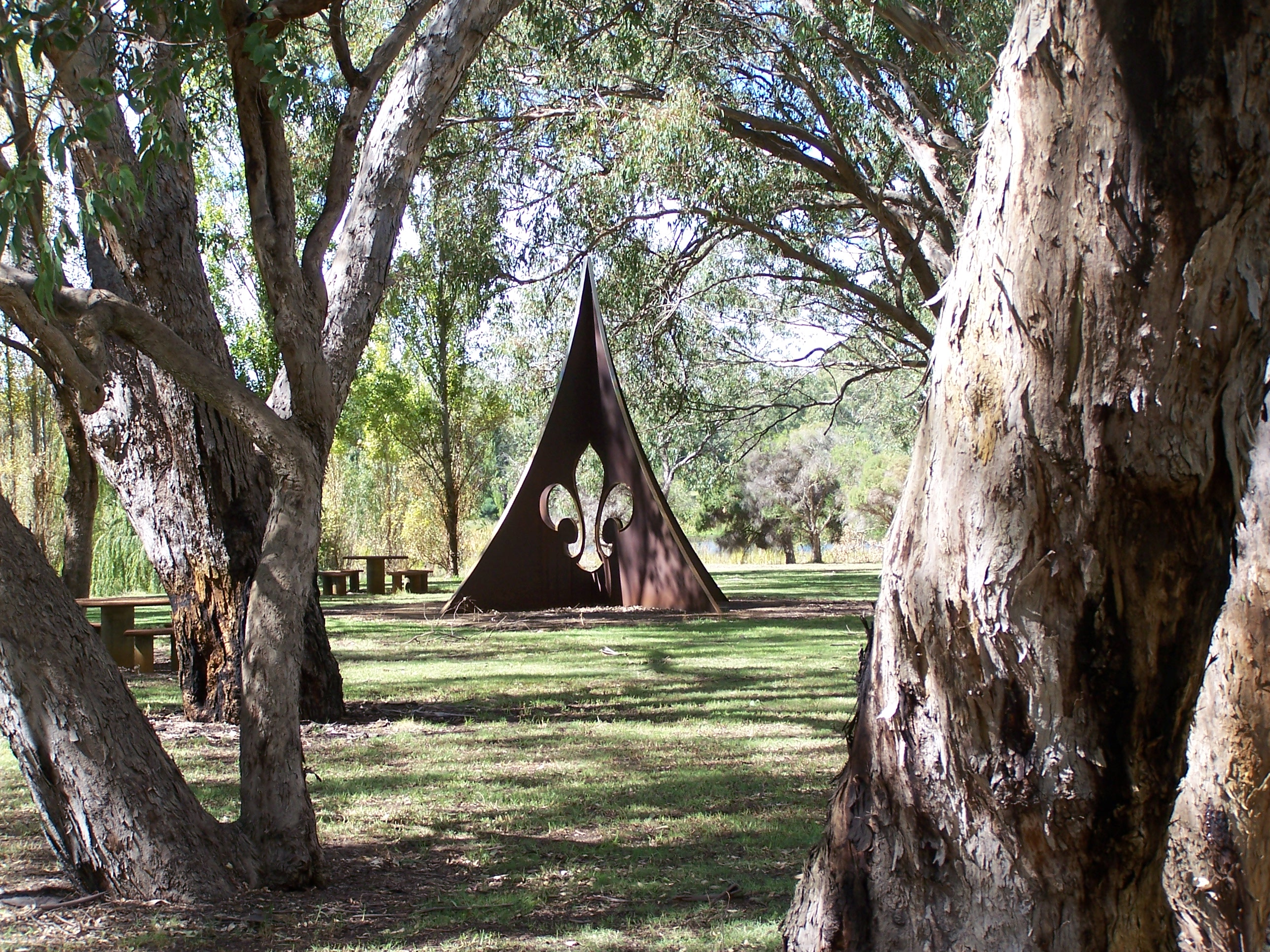
Emlékmű Nyugat-Ausztráliában az 1979-es cserkész világdzsembori és a cserkészet megalapításának 75. évfordulója emlékére

A cserkészmódszer gyakorlati megvalósításának egyik alapvető módja, hogy a cserkészek kis csoportokban együtt töltik idejüket, és a közös élmények, szertartások, programok során koruknak megfelelő hangsúlyt kap a felelős állampolgárság és döntéshozatal is. A heti rendszerességű gyűléseket általában a helyi központokban (cserkészotthonokban) tartják. A természet és a szabadtéri programok szeretete alapeleme a módszernek. A leggyakoribb tevékenységek közé tartozik a táborozás, az erdei és vízi élet, a túrázás és a különféle sportok.
A táborokat általában a cserkészcsapatok szintjén szervezik, de időszakonként közös táborokat is rendeznek, főként a közeli csapatok között. A World Scout Moot idősebb cserkészek (roverek) világtalálkozója. A dzsemborik nagy, országos vagy nemzetközi cserkésztalálkozók, melyeken több ezer cserkész táborozik együtt egy-két hétig. A cserkész világdzsemborikat négy évente rendezik. Ezeken a találkozókon játékok, cserkész-ügyességi vetélkedők, jelvénycserék, vízisportok, íjászat és a találkozó témájának megfelelő más tevékenységek jelentik a program gerincét. Szintén fontos szerepet kap a közösségért és a társadalomért végzett szolgálat valamint külön foglalkozások keretében ismerik meg a cserkészek a világban felmerülő problémaköröket és az azokra adható megoldásokat is.
A cserkészek számára az év fénypontja, hogy nyáron legalább egy hetet valamilyen közös tevékenységgel töltenek a szabadban. Ez lehet táborozás, túrázás, vitorlázás vagy más utazás a csapattal, illetve szélesebb körű (helyi, regionális, országos szintű) nyári tábor. A táborozó cserkészek cserkész ügyességüket is fejlesztik. A nyári táboroknak lehetnek külön az idősebb cserkészekre szabott programjai is, mint például vitorlázás, vándortúra, kenuzás, vadvízi evezés, barlangászat vagy horgászat.

### Egyenruha és jelvények

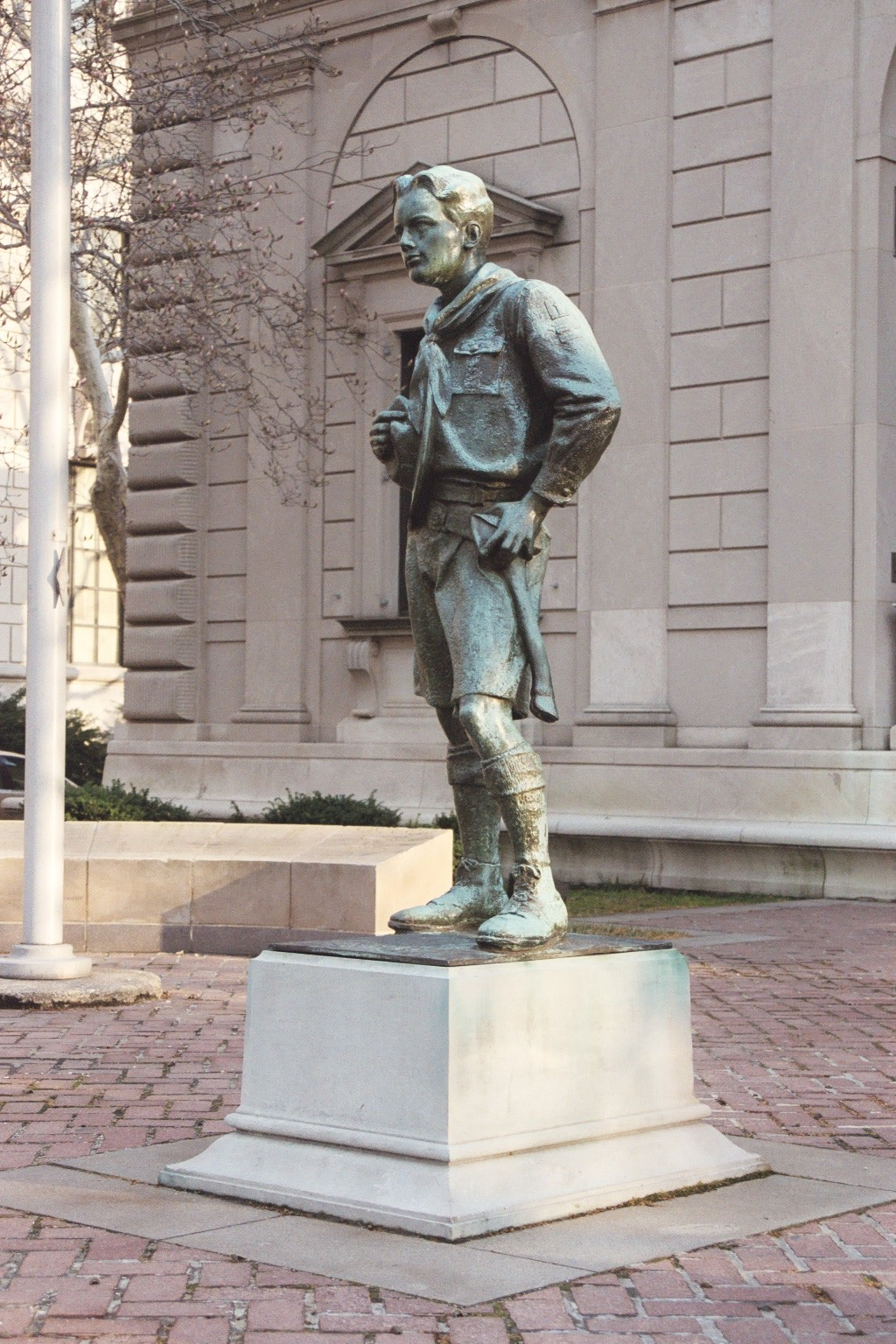
Az ideális cserkész (R. Tait McKenzie szobra, Philadelphia)

A cserkészegyenruha a cserkészet széles körben ismert ismertetőjele. Baden-Powell az 1937-es cserkész világdzsemborin elmondott szavai szerint „elrejt minden, országon belüli társadalmi különbséget, és az egyenlőséget szolgálja; de még ennél is fontosabb, hogy elrejti a nemzeti, faji és vallási különbségeket is, és mindenkivel érezteti, hogy együtt egy nagy testvériség tagjai”. Az eredeti, ma is széles körben használt egyenruha khaki színű ingből, rövidnadrágból és széles karimájú kalapból áll; fontos része a nyakkendő és a nyakkendőgyűrű is. Baden-Powell maga is rövidnadrágot hordott, mivel úgy vélte, hogy ha a cserkészekhez hasonlóan öltözködik, csökkenti a korkülönbségből adódó távolságot gyerekek és felnőttek között. Napjainkban az egyenruhák gyakran kék, narancssárga, piros vagy zöld színűek, és a rövidnadrágot télen és egyes kultúrákban a hosszúnadrág váltotta fel.
A világszerte hordott egyenruha mellett a mindenütt használatos jelvények közé tartoznak a Wood Badge és a világszövetségi jelvény. A cserkészetnek két alapvető jelvénye van: a cserkészliliomot a WOSM, a lóherét pedig a WAGGGS tagszövetségei használják. (Ezek messze a legnagyobb ernyőszervezetek, de nem minden cserkészszövetség tartozik hozzájuk.)
Eleinte brit és más cserkészek is használták a szvasztikát egyes jelvényeken. Először 1911-ben jelent meg. Baden-Powell – Kiplinghez hasonlóan – Indiában találkozott ezzel a jelképpel. 1934-től kezdve használata megszűnt, mivel az NSDAP ezt tette jelképévé.

## Korosztályok
A cserkészet kor vagy iskolai osztály alapján különböző korosztályokra van osztva, ami lehetővé teszi, hogy a programokat az adott csoport érettségéhez igazítsák. A korosztályi felosztás az idők folyamán változásokon ment keresztül, és alkalmazkodik a helyi kultúrához és környezethez is.
A cserkészetet eredetileg serdülők – 11-17 éves fiatalok – számára fejlesztették ki; a legtöbb tagszövetségben ez a korcsoport alkotja a cserkész korosztályt. Később fiatal (6-10 éves) gyermekek, illetve fiatal felnőttek (eredetileg 18 fölöttiek, később egészen 25 éves korig) számára is kidolgoztak programot. Számos szövetségben a cserkész korosztályt kettéválasztották egy idősebb és egy fiatalabb korosztályra; néhol pedig a fiatal felnőtteket megszólító rover korosztályt elhagyták. A pontos korhatárok országonként és cserkészszövetségenként változnak.
A Baden-Powell által kidolgozott eredeti korosztályi felosztás:
| Korhatár  | Cserkészek              | Lánycserkészek                         |
| --------- | ----------------------- | -------------------------------------- |
| 7 – 10    | Kiscserkész (Cub Scout) | Kiscserkészlány (Brownie Guide)        |
| 11 – 17   | Cserkész (Boy Scout)    | Cserkészlány (Girl Guide / Girl Scout) |
| 18 felett | Rover (Rover Scout)     | Roverlány (Ranger Guide)               |

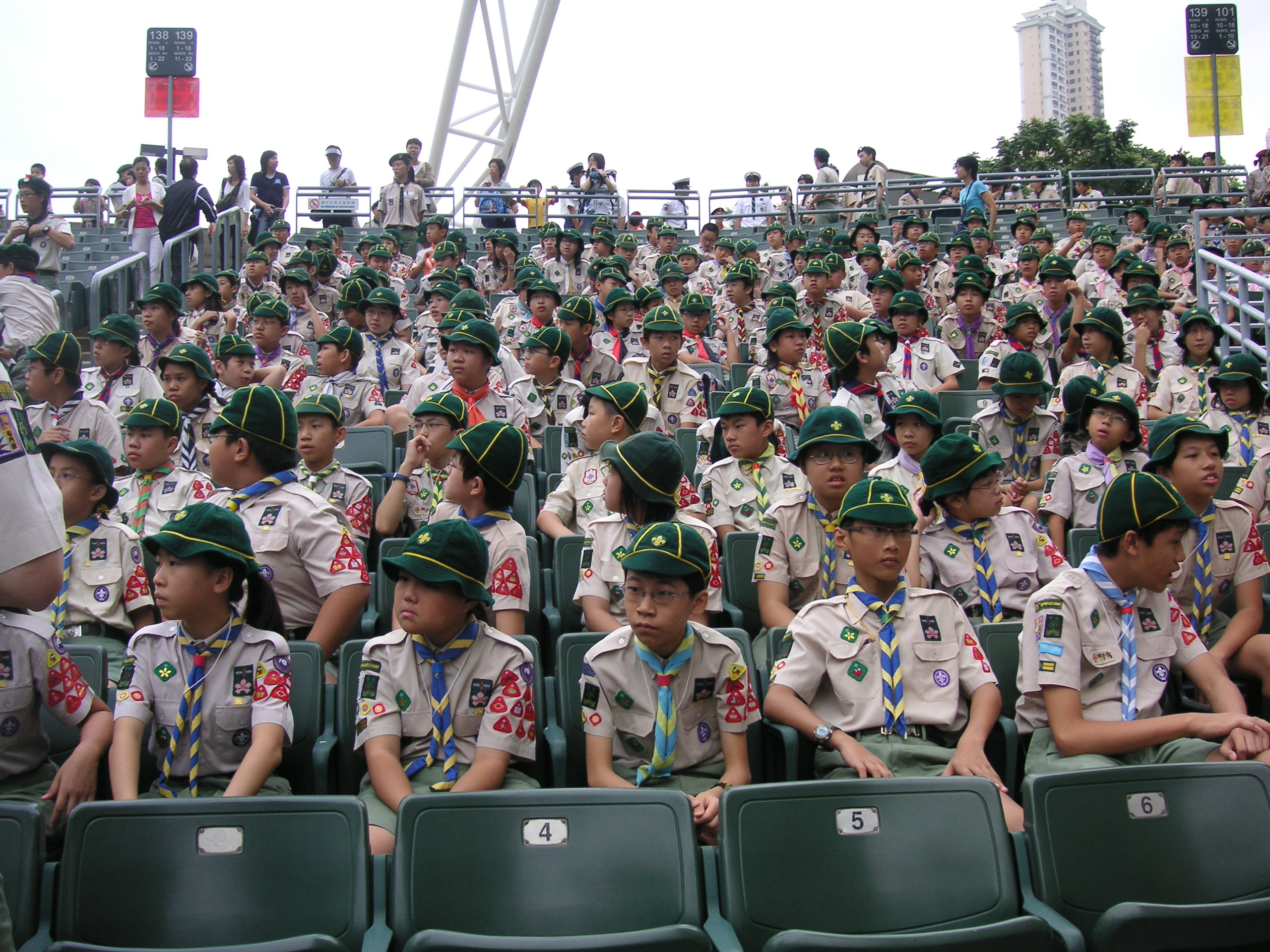
Hongkongi kiscserkészek

A jelenlegi, újabb kutatásokra épülő magyar felosztás:
| Korhatár                                           | Elnevezés                                                | Magyar nyakkendőszín                                    |
| -------------------------------------------------- | -------------------------------------------------------- | ------------------------------------------------------- |
| 6 – 10                                             | Kiscserkész (Cub Scout)                                  | Csapatonként eltérő (általában kék, narancs vagy tarka) |
| 10 – 14                                            | Cserkész (Boy Scout)                                     | Zöld                                                    |
| 14- 17                                             | Kósza (Explorer Scout)                                   | Kék                                                     |
| 17 – 22                                            | Vándor (Rover Scout)                                     | Szürke                                                  |
| 22- házasságkötésig házasság-nyugdíj nyugdíj (65)- | Telepesek vagy fészekrakók (Senior Scout) Mester Bölcsek | Zöld/ Zöld (rangjelzéssel ellátva) Zöld/ Barna Barna    |

Az egyes nemzeti szövetségek kiscserkész programjai változatosak, és különféle elnevezések alatt futnak (például Cub Scouts, Brownies, Beaver Scouts); ez igaz a rover korosztályra is. Számos szövetség külön programmal rendelkezik a speciális igényű tagok számára is. A cserkészmódszert olyan területekre is alkalmazták, mint például a repülős cserkészet, a vízicserkészet vagy a lovascserkészet.
Számos országokban a cserkészet helyi szerveződési alapja a cserkészcsapat, amely egy vagy több korosztályt foglal magába. Ezek mindegyike saját terminológiával és vezetési struktúrával rendelkezik.

## Felnőttek és vezetők

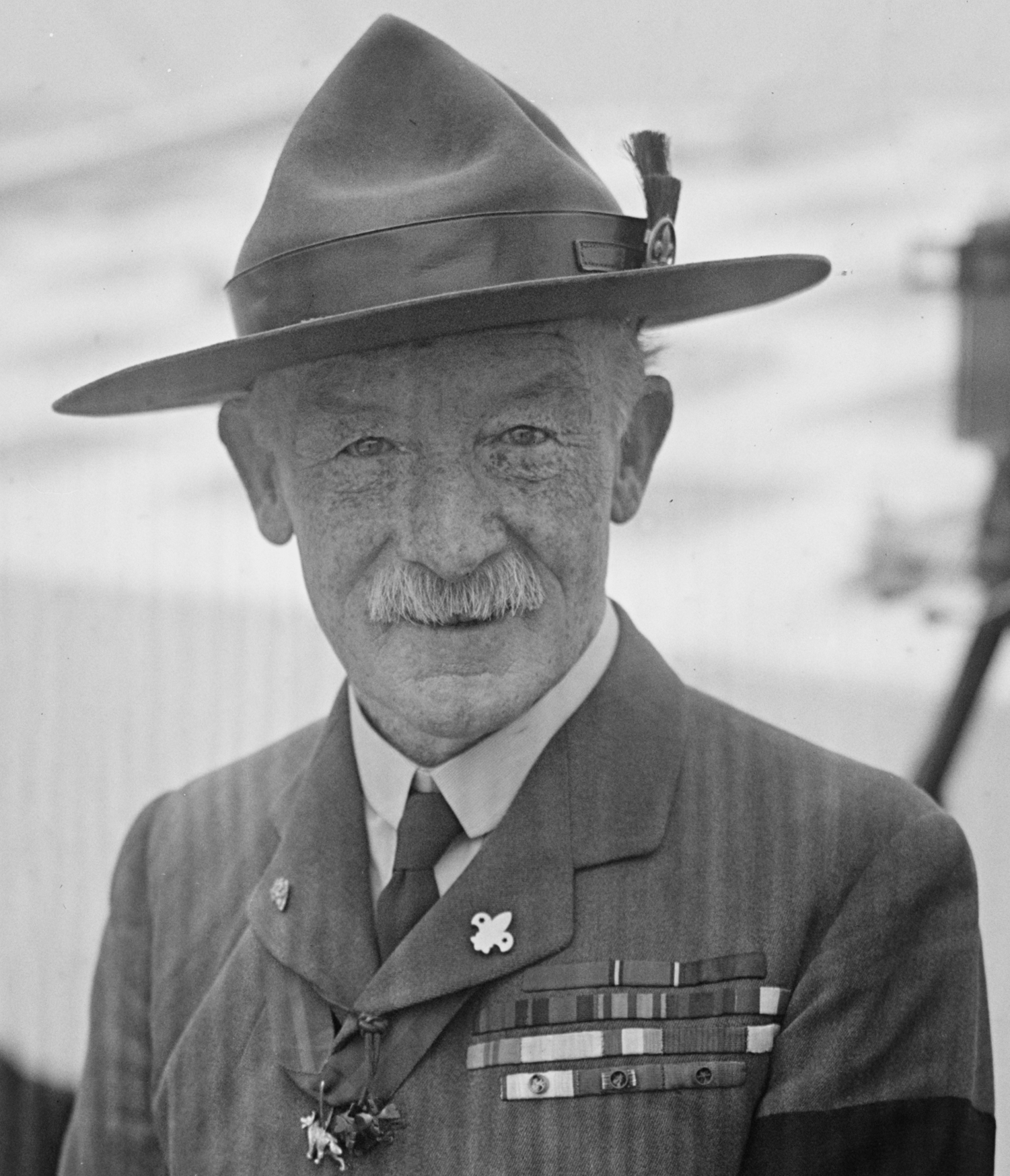
Robert Baden-Powell, az alapító

A cserkészet iránt érdeklődő felnőttek, köztük a volt cserkészek, gyakran belépnek olyan szervezetekbe, mint az International Scout and Guide Fellowship. Egyes országokban (például az Egyesült Királyságban, az Egyesült Államokban vagy a Fülöp-szigeteken) az egyetemistáknak is vannak cserkészszervezeteik.
A cserkészcsapatokat általában felnőtt önkéntesek működtetik, például szülők, egykori cserkészek, diákok és közösségi vezetők (például tanárok, egyháziak). A cserkészvezetői pozíciók gyakran szétválaszthatók egyenruhás és laikus feladatokra. Az egyenruhás vezetők formális képzést kapnak (például Wood Badge), és igazolást a szervezetben betöltött funkciójukról. A laikus tagok általában alkalmi feladatokat vállalnak, például segítenek a gyűléseken vagy tanácsot adnak, bár néhányan teljes munkaidőben látnak el feladatokat.
A csapatoknak is vannak egyenruhás vezetői (például a csapatparancsnok és helyettesei); a pozíciók elnevezései országonként változnak. Egyes országokban laikus segítők támogatják a csapat munkáját, akiknek feladatai a gyűlések segítésétől a csapattanácsban való részvételig terjednek. Máshol a csapattanács tagjai is egyenruhát hordanak, és regisztrált cserkészvezetők. Magyarországon nem jellemző a laikus segítők részvétele, itt általában a felnőtt vezetők és segítők maguk is cserkészek.
A csapatszint felett is vannak egyenruhás pozíciók, a körzeti, kerületi, regionális és országos szinten (az adott szövetség felépítésétől függően). Ők laikus segítők és szakemberek segítségére támaszkodnak. A kiképző csoportok általában ezeken a szinteken működnek. Az Egyesült Királyságban és más országokban a szövetség kinevezi a főcserkészt, aki a legmagasabb rangú egyenruhás vezető.

## Cserkészet világszerte
Bár a cserkészmozgalmat az Egyesült Királyságban alapították, azóta világszerte elterjedt. Az első külföldi cserkészszövetség Máltán alakult, de ma már csaknem minden országban van legalább egy cserkészszövetség. Öt országban (Kuba, Kína, Mianmar, Laosz, Észak-Korea) be van tiltva a cserkészet, ezeken kívül egyedül Andorrában nincsenek cserkészek. Az egyes szövetségek önállóak, de a nemzetközi együttműködés a kezdetektől fogva a mozgalom alapkövének számít. 1922-ben alakult meg az (akkor még csak fiúk előtt nyitott) Cserkész Világszövetség (World Organization of the Scout Movement, WOSM), amely a nemzetközi irányítás feladatai mellett megszervezi a négy évente rendezett dzsemborikat is.
1928-ban a magyarországi Parádon alakult meg a WOSM párja, a lánycserkész szövetségeket összefogó Cserkészlány Világszövetség (World Association of Girl Guides and Girl Scouts, WAGGGS).
Ma a két legnagyobb ernyőszervezet a csak fiú és a koedukált szövetségeket összefogó WOSM, valamint a hangsúlyozottan lányneveléssel foglalkozó, de ma már koedukált szövetségek előtt is nyitott WAGGGS.

### Koedukáció

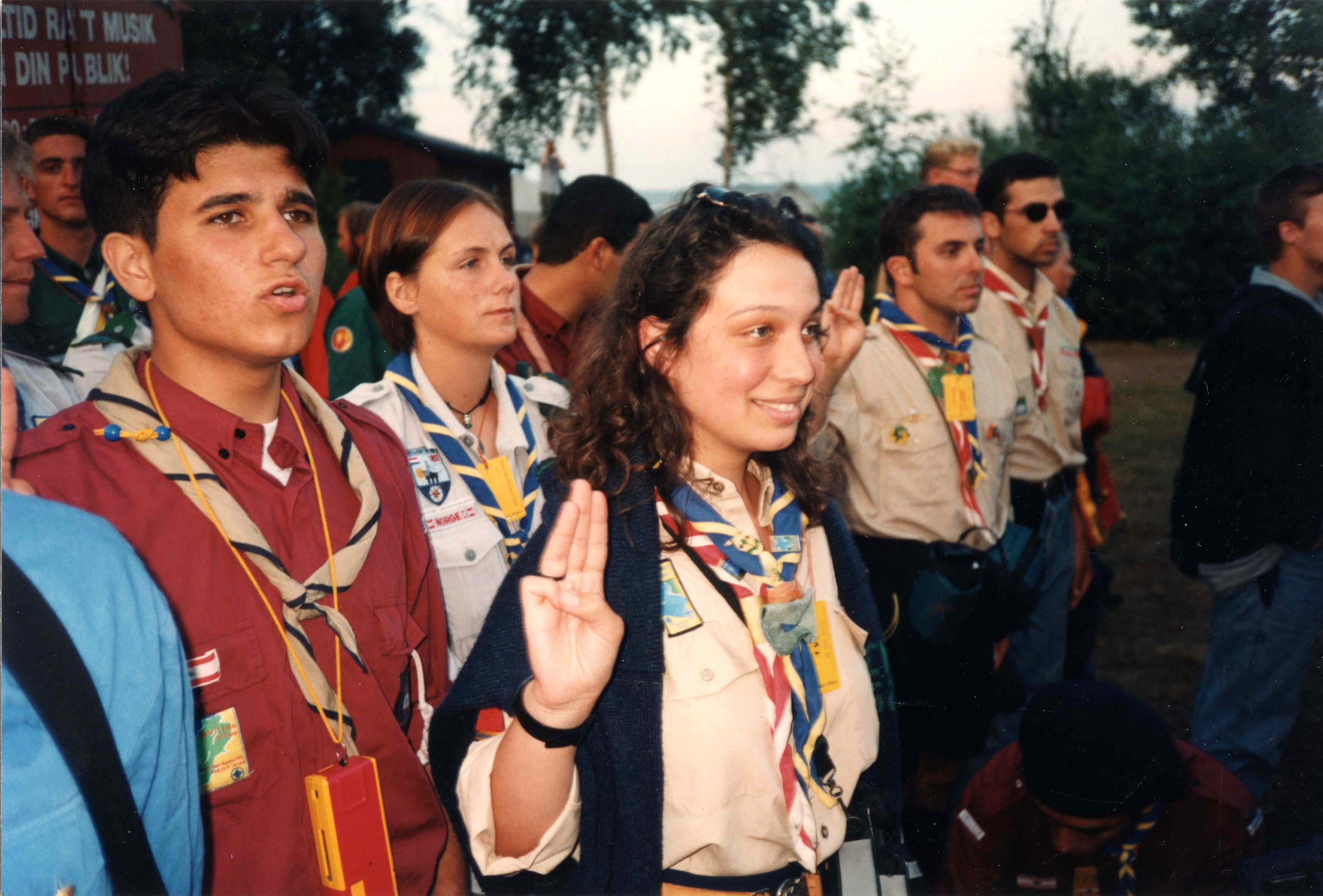
Különböző országokból érkezett lányok és fiúk az 1996-os svédországi World Scout Mooton

Világszerte különbözőképpen közelítik meg a koedukáció kérdését. Egyes országokban, mint például az Egyesült Államokban a fiúk és a lányok különböző cserkészszövetségekbe tartoznak. Máshol, főként európai országokban egyesült a két szövetség, és egyetlen koedukált szervezet jött létre, amely mind a WOSM-nek, mind a WAGGGS-nak tagja. Van, ahol a nemzeti cserkészszövetség nyitott mindkét nem számára, de csak a WOSM-nek tagja, és mellette fennmaradt egy külön WAGGGS-tag lánycserkész szövetség (ilyen például Ausztrália és az Egyesült Királyság, de Magyarország is ehhez a modellhez áll legközelebb). Szlovéniában, Spanyolországban és Görögországban viszont épp fordítva van: itt a lányszövetség nyitott a fiúk irányába, és a fiúk szövetsége maradt egynemű.
A Brit Cserkészszövetség 1991 óta minden szinten koedukált, bár ez a csapatok szintjén választható maradt; jelenleg a csapatok 52%-a koedukált. 2000 óta az újonnan létrehozott egységek már mind koedukáltak, és a szövetség úgy döntött, hogy a cserkészet 100. évfordulója alkalmából 2007-re minden csapat koedukált lesz.
Az Amerikai Cserkészszövetség cserkész- és kiscserkész korosztálya csak fiúk számára nyitott, 14 év felett azonban már lányok is csatlakozhatnak. Az Egyesült Államokban önálló szervezete van a csak lányokkal foglalkozó cserkészetnek (Girl Scouts of the USA), ugyanakkor a felnőtt vezetők mindkét szövetségben lehetnek férfiak és nők is.
A 155 WOSM-tag cserkészszövetségből 121 csak a WOSM tagja, míg 34 egyben a WAGGGS-é is. A 122-ből 20 csak fiúk számára nyitott és 95 koedukált, míg a 34-ből mindegyik nyitott fiúk és lányok számára is. A WAGGGS 144 tagszervezetéből 110 nem WOSM-tag, ezek közül 17 koedukált, míg 93 csak lánycserkészekkel foglalkozik.

### Tagság
Jelenleg a WOSM mintegy 28 milliós, a WAGGGS mintegy 10 milliós taglétszámmal rendelkezik. A világ 216 országában és területén élnek cserkészek, és összesen 6 ország van, ahol nem. Eddig összesen mintegy 300 millióan voltak cserkészek, akik között számos híres embert is találunk.

### Alternatív szövetségek
Tizenöt év telt el a Scouting for Boys megjelenése és a WOSM megalakulása között; ezalatt a könyvből több tucatnyi nyelven több millió példány kelt el. Ezalatt az idő alatt a cserkészet sorsa a világ ifjúságának kezébe került, és nem lehetett egységes szervezetként megőrizni.
Számos alternatív szervezet alakult már a kezdetektől fogva. Vannak köztük olyanok, akik nem fogadják el a cserkészet alapelveit, de szeretnek hasonló tevékenységekben részt venni. Mások szerint a WOSM sokkal inkább politikai kérdésekre koncentrál az ifjúság helyett, szemben Baden-Powell eredeti elképzeléseivel. Szerintük a cserkészet – a tartósan fennálló szervezeteket törvényszerűen elérő politikai befolyások miatt – eltávolodott a gyökereitől, ezzel szemben ők a legkorábbi, legegyszerűbb módszerekhez nyúlnak vissza.
A világon ma legalább 520 különböző országos vagy regionális cserkészszövetség létezik. Többségük szükségét érezte a szervezett nemzetközi együttműködésnek a közös irányvonalak meghatározása és az egyes szervezetek programjainak koordinálása érdekében. Összesen hat nemzetközi szövetség létezik 437 tagszervezettel, melyek közül a két legnagyobb, a WOSM és a WAGGGS összesen 362 szövetséget, a cserkészek túlnyomó többségét soraiban tudja.
Az alternatív szövetségek négy kategóriába sorolhatók: emigráns cserkészszövetségek (Scouts-in-Exteris – például a Külföldi Magyar Cserkészszövetség), független cserkészszövetségek, cserkész-szerű ifjúsági szervezetek, valamint olyan politikai és katonai ifjúsági szervezetek, amelyek a cserkész módszer egyes elemeit használják vagy utánozzák.

### Kritikák
A cserkészmozgalom létrejötte, a 20. század eleje óta időnként társadalmi konfliktusokba keveredett, mint például az afro-amerikai polgárjogi mozgalom, vagy az indiai nemzeti ellenállási mozgalmak. Afrikában a brit tisztek terjesztették a cserkészetet, hogy erősítsék befolyásukat, de ez visszaütött, mivel az afrikai cserkészek – a cserkésztörvény 4. pontja alapján (A cserkész minden cserkészt testvérének tekint) – teljes polgárjogot követeltek. Az Egyesült Államokban azért éri sok kritika az ottani fiú cserkészszövetséget, mert nem engedélyezik ateisták, agnosztikusok vagy homoszexuálisok részvételét a mozgalomban. A Boy Scouts of America az ezzel kapcsolatos valamennyi eddig lefolytatott bírósági pert megnyerte.

## Magyar cserkészet

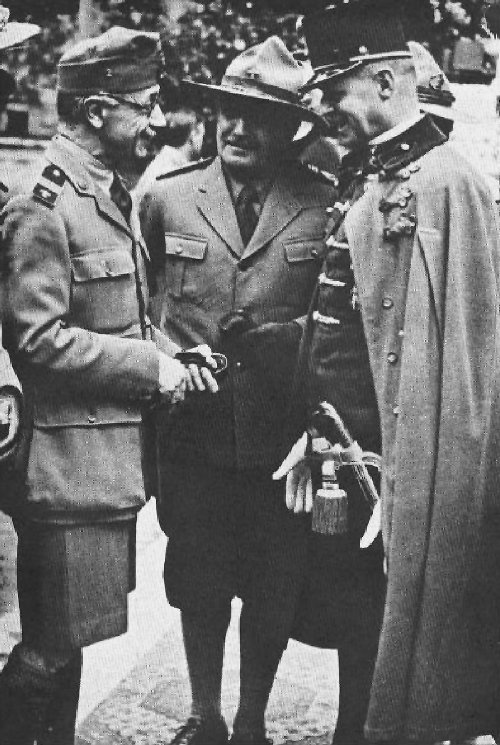
Teleki Pál (balra), 1933-ban a Gödöllőn megrendezett 4. Cserkész Világdzsemborin

A cserkészet Magyarországon 1910-ben indult el, és hamar elterjedt. A Magyar Cserkészszövetséget 1912-ben hozták létre, és az 1920-ban alakult Nemzetközi Iroda alapító tagja lett. Az első cserkész világdzsemborin a magyarok még nem vettek részt, de a következőkön olyan sikeresen szerepeltek, hogy 1933-ban Gödöllőn rendezhették meg a 4. Cserkész Világdzsemborit, 30 000 fiatal részvételével. A magyar főcserkész egy ideig Teleki Pál volt.
A cserkészetet 1944-ben a nyilasok oszlatták fel. 1948. július 31-én, a Gyermekvasút első szakaszának átadásakor egyesítették a Magyar Úttörők Szövetségét a cserkészmozgalommal. Az egyesülést elutasító cserkészcsapatokat megszüntették. 1948. szeptemberétől minden általános iskolában úttörőcsapatokat kellett alapítani.
1989-ben indulhatott meg újra a cserkészmunka. Jelenleg Magyarországon az MCSSZ mellett néhány kisebb szervezet is működik: a Magyar Cserkészlány Szövetség, valamint a Magyarországi Európai Cserkészek.
1948-ban kezdte meg működését az emigráns magyarság cserkészszövetsége, amely napjainkban Külföldi Magyar Cserkészszövetség néven működik. A környező országokban a rendszerváltás után alakultak meg a határon túli magyarok saját cserkészszövetségei, például a Szlovákiai Magyar Cserkészszövetség (SZMCS).

## Cserkészet a művészetekben
Százéves fennállása során a cserkészet a művészetek és a kultúra számos ágában megjelent. Különösen erős ez a hatás az Egyesült Államokban; ennek az idealizált képnek kiváló példái Norman Rockwell, Pierre Joubert és Joseph Csatari festők képei, valamint az 1966-os Utánam, fiúk! (Follow Me, Boys!) című film. Gyakran humoros formában foglalkoznak a cserkészettel, mint például az 1989-es Troop Beverly Hills és a 2005-ös Down and Derby című filmekben, vagy megemlíthető a 2009-ben megjelent Fel!, melynek egyik főszereplője egy kiscserkész. A szintén 1989-es Indiana Jones és az utolsó kereszteslovag című filmben szó esik a főhős előéletéről is, aki gyerekkorában cserkész volt. 1980-ban jelent meg Gerry Rafferty skót dalszerző-énekes I was a Boy Scout című száma.